# Nolan Ferro
Nolan Ferro (Saint-Cloud, Francia, 18 de enero de 2006) es un futbolista francés que juega como centrocampista en el R. C. Estrasburgo II del Championnat National 3.

## Estadísticas

### Clubes
Actualizado al último partido disputado el 18 de mayo de 2024.
| Club                         | Div.          | Temporada     | Liga  | Liga  | Liga   | Copas nacionales | Copas nacionales | Copas nacionales | Copas internacionales | Copas internacionales | Copas internacionales | Total | Total | Total  |
| Club                         | Div.          | Temporada     | Part. | Goles | Asist. | Part.            | Goles            | Asist.           | Part.                 | Goles                 | Asist.                | Part. | Goles | Asist. |
| ---------------------------- | ------------- | ------------- | ----- | ----- | ------ | ---------------- | ---------------- | ---------------- | --------------------- | --------------------- | --------------------- | ----- | ----- | ------ |
| R. C. Estrasburgo II Francia | 5.ª           | 2022-23       | 1     | 0     | 0      | ―                | ―                | ―                | ―                     | ―                     | ―                     | 1     | 0     | 0      |
| R. C. Estrasburgo II Francia | 5.ª           | 2023-24       | 16    | 0     | 0      | ―                | ―                | ―                | ―                     | ―                     | ―                     | 16    | 0     | 0      |
| R. C. Estrasburgo II Francia | Total club    | Total club    | 17    | 0     | 0      | 0                | 0                | 0                | 0                     | 0                     | 0                     | 17    | 0     | 0      |
| R. C. Estrasburgo Francia    | 1.ª           | 2024-25       | 0     | 0     | 0      | 0                | 0                | 0                | —                     | —                     | —                     | 0     | 0     | 0      |
| R. C. Estrasburgo Francia    | Total club    | Total club    | 0     | 0     | 0      | 0                | 0                | 0                | 0                     | 0                     | 0                     | 0     | 0     | 0      |
| Total carrera                | Total carrera | Total carrera | 17    | 0     | 0      | 0                | 0                | 0                | 0                     | 0                     | 0                     | 17    | 0     | 0      |